# Maastrichtien
| Systeem                                                                                   | Serie     | Etage         | Ouderdom (Ma) |
| ----------------------------------------------------------------------------------------- | --------- | ------------- | ------------- |
| Paleogeen                                                                                 | Paleoceen | Danien        | jonger        |
| Krijt                                                                                     | Boven     | Maastrichtien | 66,0–72,1     |
| Krijt                                                                                     | Boven     | Campanien     | 72,1–83,6     |
| Krijt                                                                                     | Boven     | Santonien     | 83,6–86,3     |
| Krijt                                                                                     | Boven     | Coniacien     | 86,3–89,8     |
| Krijt                                                                                     | Boven     | Turonien      | 89,8–93,9     |
| Krijt                                                                                     | Boven     | Cenomanien    | 93,9–100,5    |
| Krijt                                                                                     | Onder     | Albien        | 100,5–113,0   |
| Krijt                                                                                     | Onder     | Aptien        | 113,0–125,0   |
| Krijt                                                                                     | Onder     | Barremien     | 125,0–129,4   |
| Krijt                                                                                     | Onder     | Hauterivien   | 129,4–132,9   |
| Krijt                                                                                     | Onder     | Valanginien   | 132,9–139,8   |
| Krijt                                                                                     | Onder     | Berriasien    | 139,8–145,0   |
| Jura                                                                                      | Malm      | Tithonien     | ouder         |
| Indeling van het Krijt volgens de ICS. Cursieve ouderdommen hebben een grote onzekerheid. |           |               |               |

Het geologisch tijdperk Maastrichtien (Vlaanderen: Maastrichtiaan) is de laatste tijdsnede in het Laat-Krijt. Het is tegelijkertijd een etage in de Europese chronostratigrafie. Het Maastrichtien duurde van 72,1 ± 0,2 tot 66,0 Ma. Het komt na/op het Campanien en na het Maastrichtien komt het Danien, de oudste tijdsnede in het Cenozoïsche Paleoceen.

## Naamgeving en definitie
De naam Maastrichtien werd in 1849 bedacht door de Belgische geoloog André Dumont (1809-1857), die het tijdvak noemde naar de Nederlands Limburgse stad Maastricht. Dumont onderzocht de gesteenten van de Formatie van Gulpen nabij de kasteelruïne Lichtenberg op de Sint-Pietersberg bij Maastricht. Hij toonde aan dat deze kalksteen zich gevormd had in een zee. Hoewel de oorspronkelijke typelocatie van het Maastrichtien zich dus bij Maastricht bevindt, bleek later dat niet het hele Maastrichtien aanwezig was in de daar aanwezige stratigrafie. De golden spike, het internationale ijkpunt, ligt daarom in een completere sectie langs de rivier de Adour bij Tercis-les-Bains in het zuidwesten van Frankrijk.

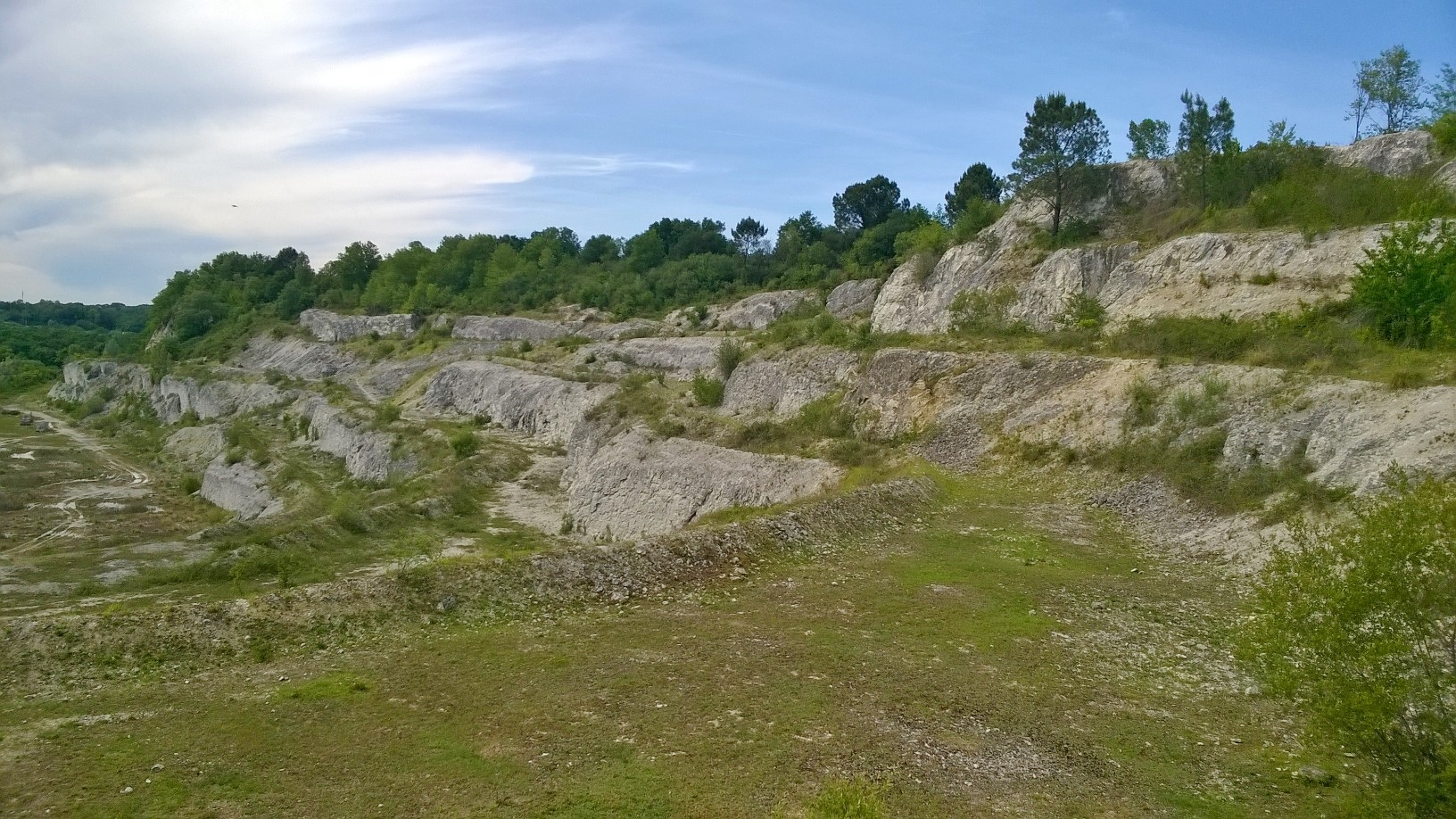
De kalkgroeve bij Tercis-les-Bains in het zuidwesten van Frankrijk is de locatie van de golden spike voor het Maastrichtien.

De basis van het Maastrichtien wordt gedefinieerd door twaalf biostratigrafische criteria waaronder de vroegste voorkomens van de ammoniet Pachydiscus neubergicus en de belemniet Belemnella lanceolata. De top van het Maastrichtien en daarmee het einde van het Mesozoïcum, wordt gekenmerkt door de Krijt-Paleogeen-massa-extinctie, een massa-extinctie veroorzaakt door een meteorietinslag in Mexico, waardoor de ammonieten en dinosauriërs uitstierven. In de geologie is die terug te vinden als een laag verrijkt in iridium. Het iridium was waarschijnlijk afkomstig van de meteorietinslag die het uitsterven volgens de meest aanvaarde hypothese veroorzaakte.
In Nederland en België behoren gesteentelagen met een Maastrichtien-ouderdom tot de Formatie van Maastricht en het bovenste deel van de Formatie van Gulpen. De diverse Mosasaurussen die in de ENCI-groeve te Maastricht zijn gevonden, dateren uit het Maastrichtien.

## Dieren uit het Maastrichtien

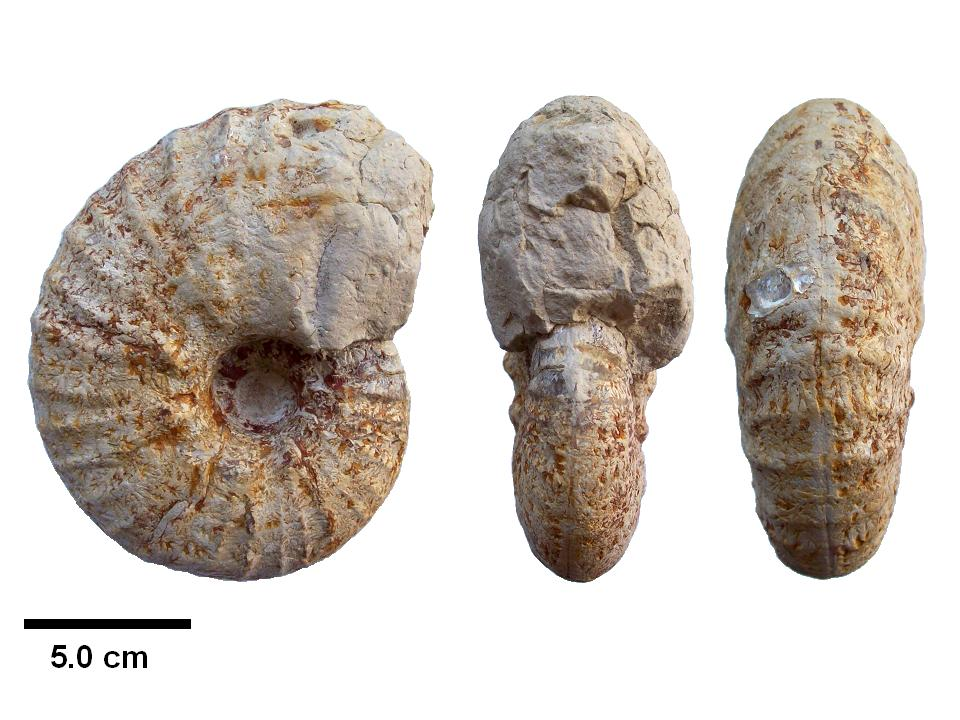
Pachydiscus
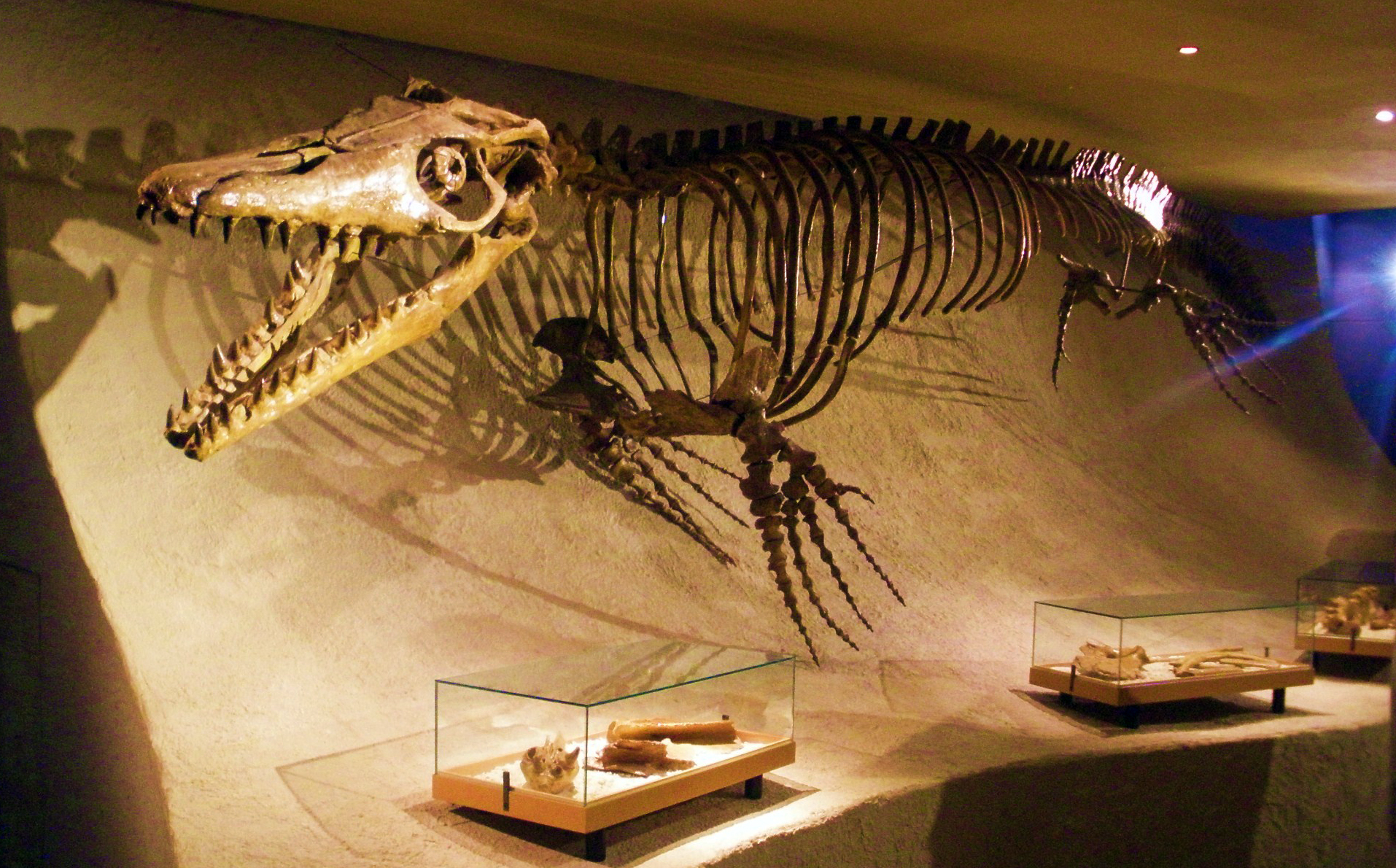
Reconstructie van een Mosasaurus
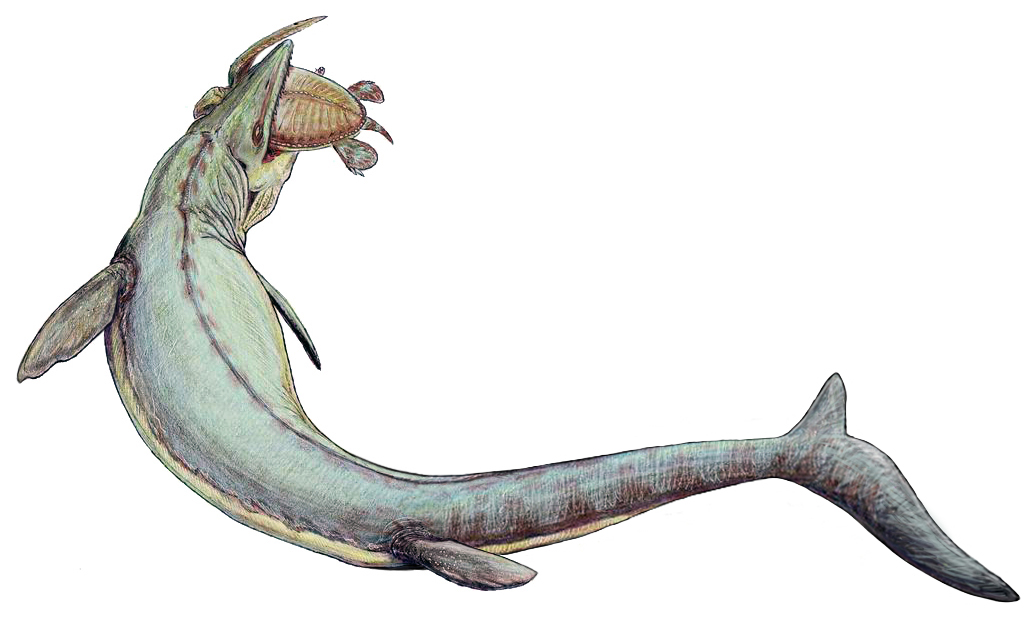
Schets van een Mosasaurus
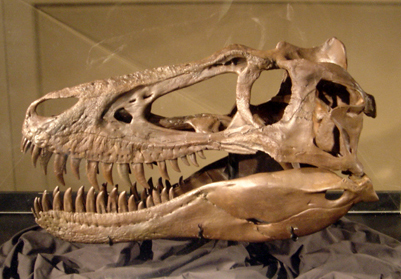
Schedel van een Nanotyrannus
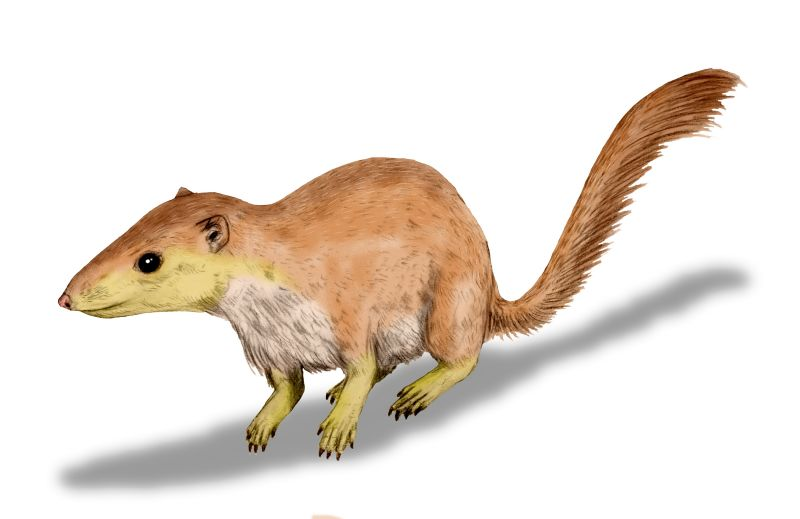
Purgatorius
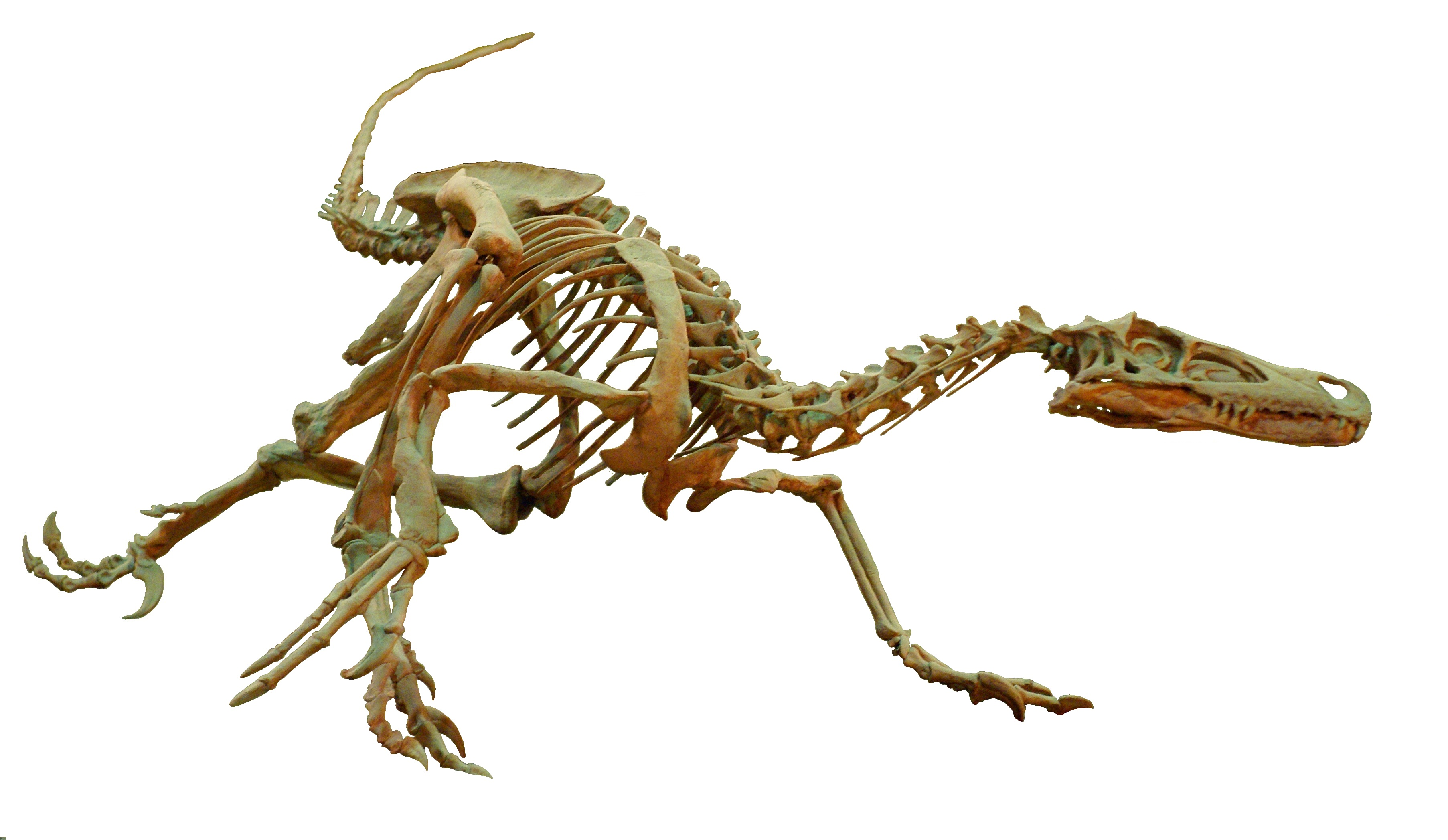
Velociraptor
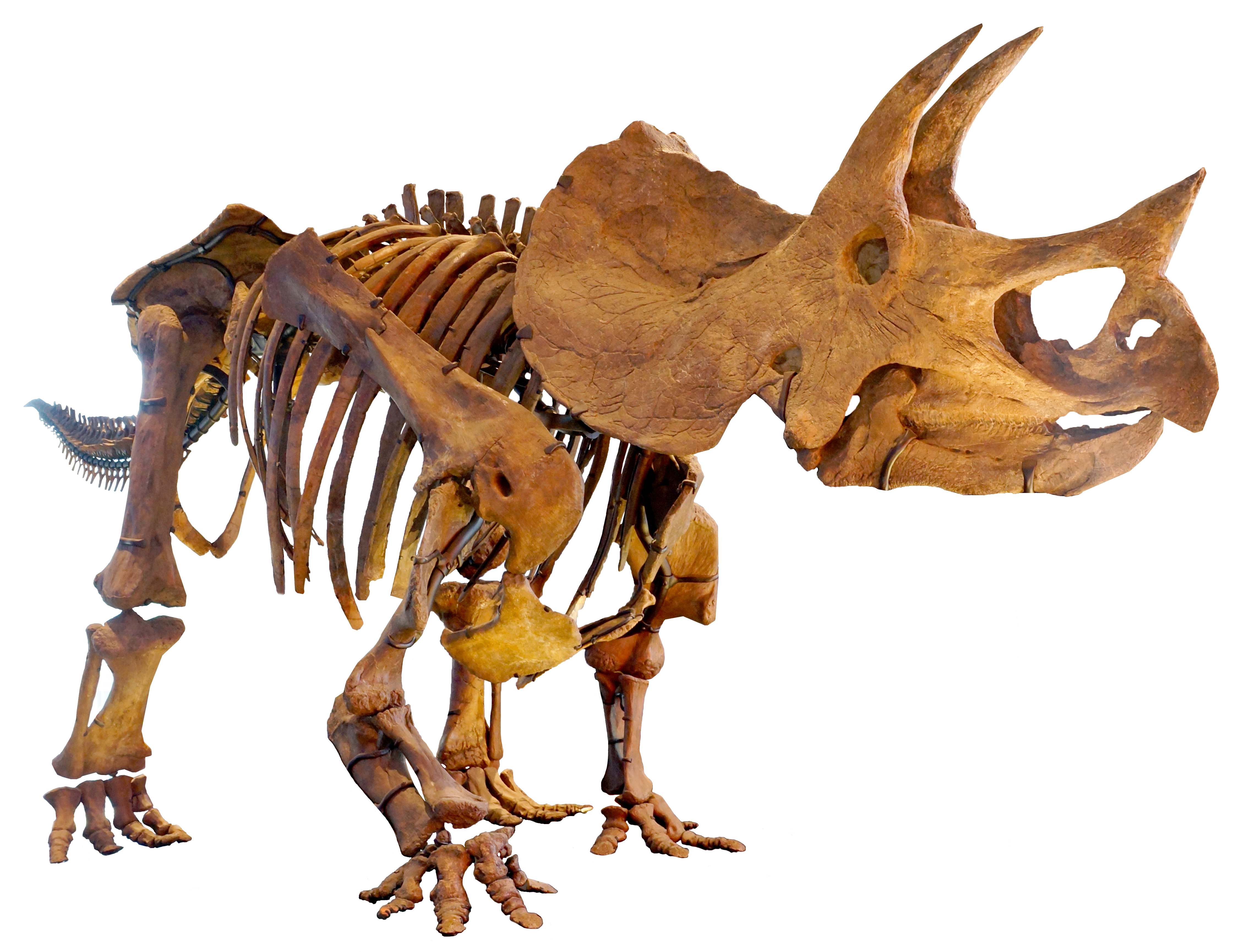
Triceratops
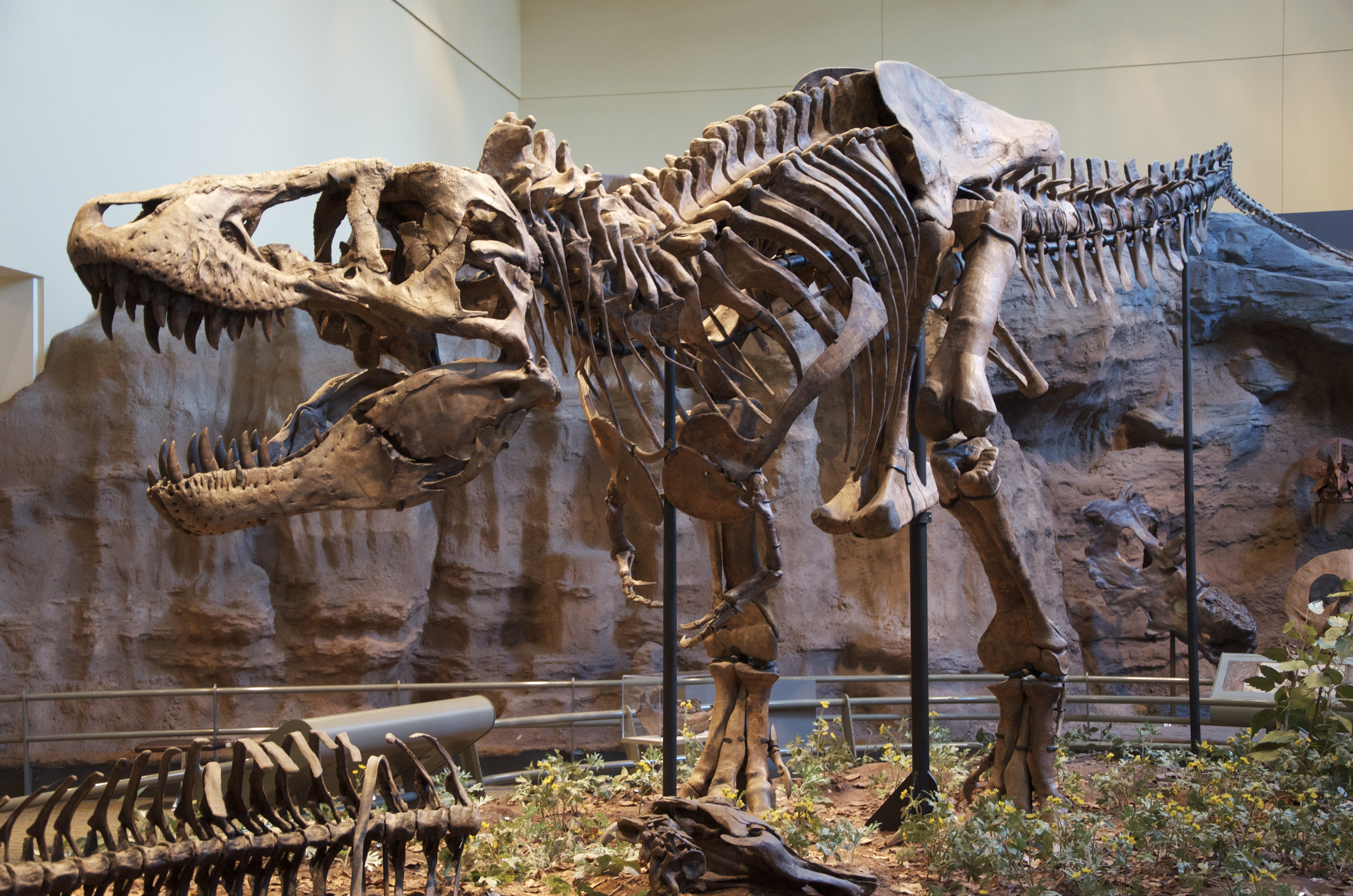
Tyrannosaurus Rex